# 御荘湾ロープウェイ

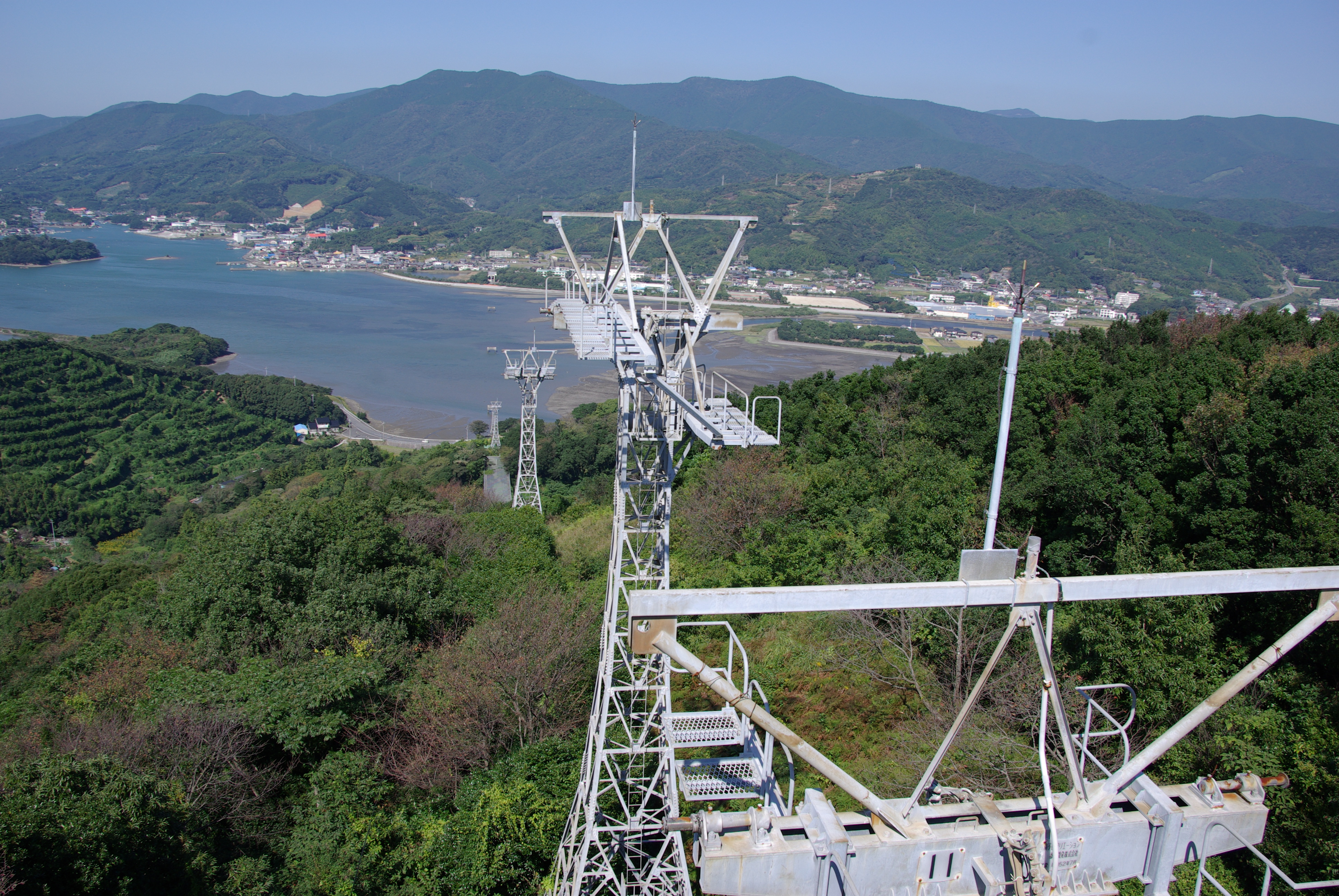
御荘湾ロープウェイ（廃止後）

御荘湾ロープウェイ（みしょうわんロープウェイ）は、愛媛県南宇和郡愛南町の南予レクリエーション都市公園（南レク）御荘公園内にあったロープウェイ。1977年（昭和52年）8月10日に開業。南レク株式会社が経営していた。
日本で唯一の海上を横切るロープウェイであったが、西海有料道路（愛媛県道320号船越平城線）の無料化に伴い、2006年3月31日限りで廃止。

## 概要

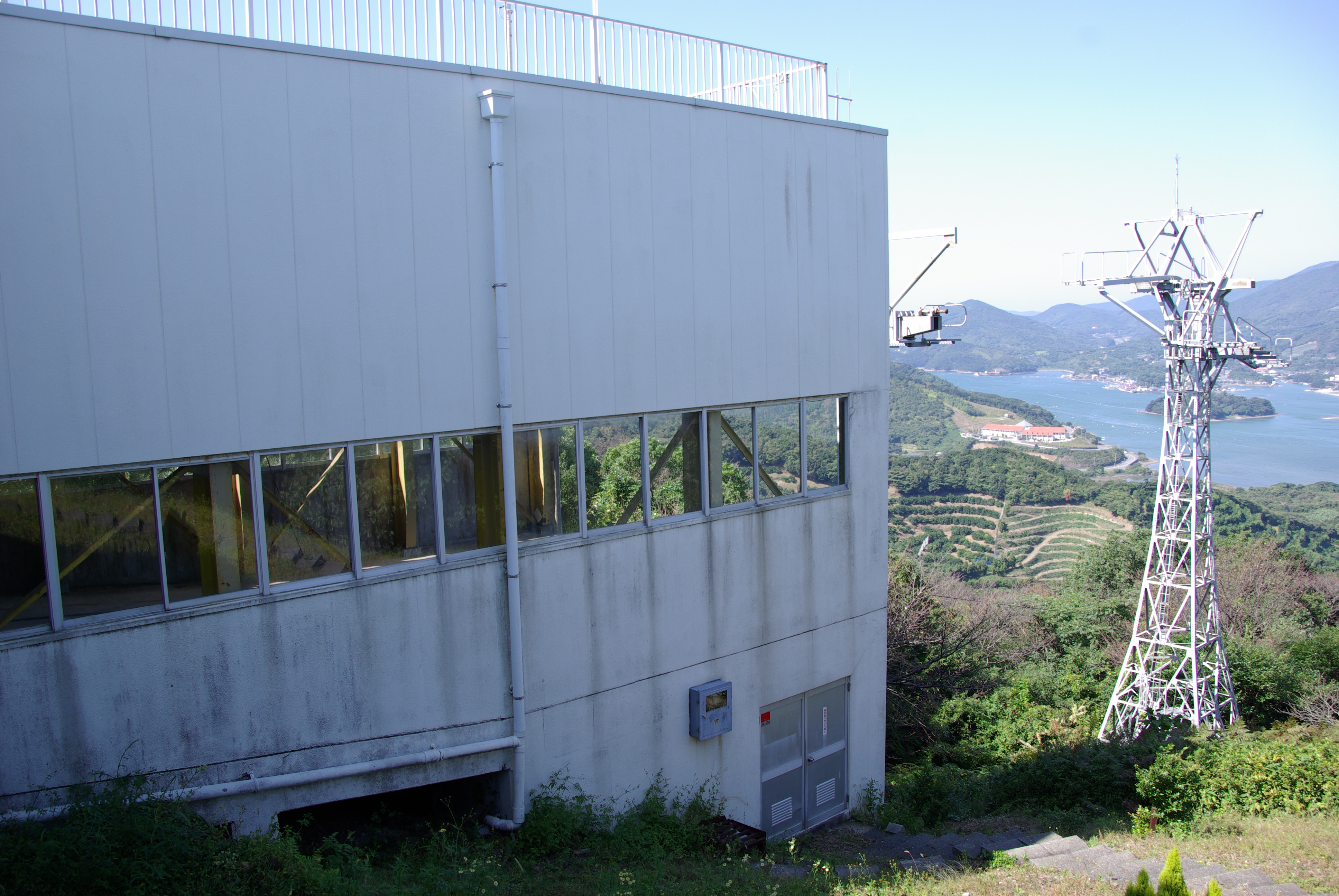
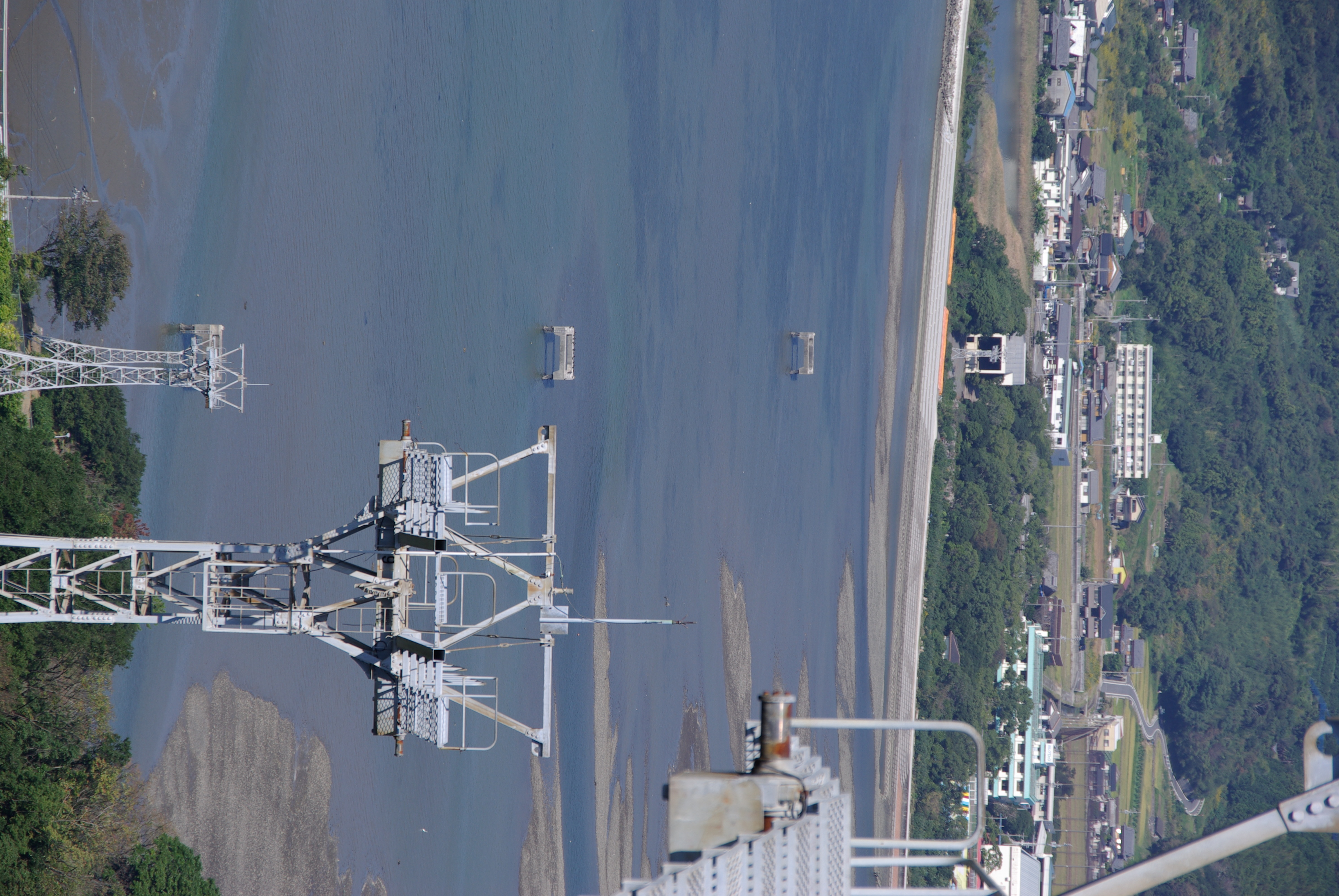
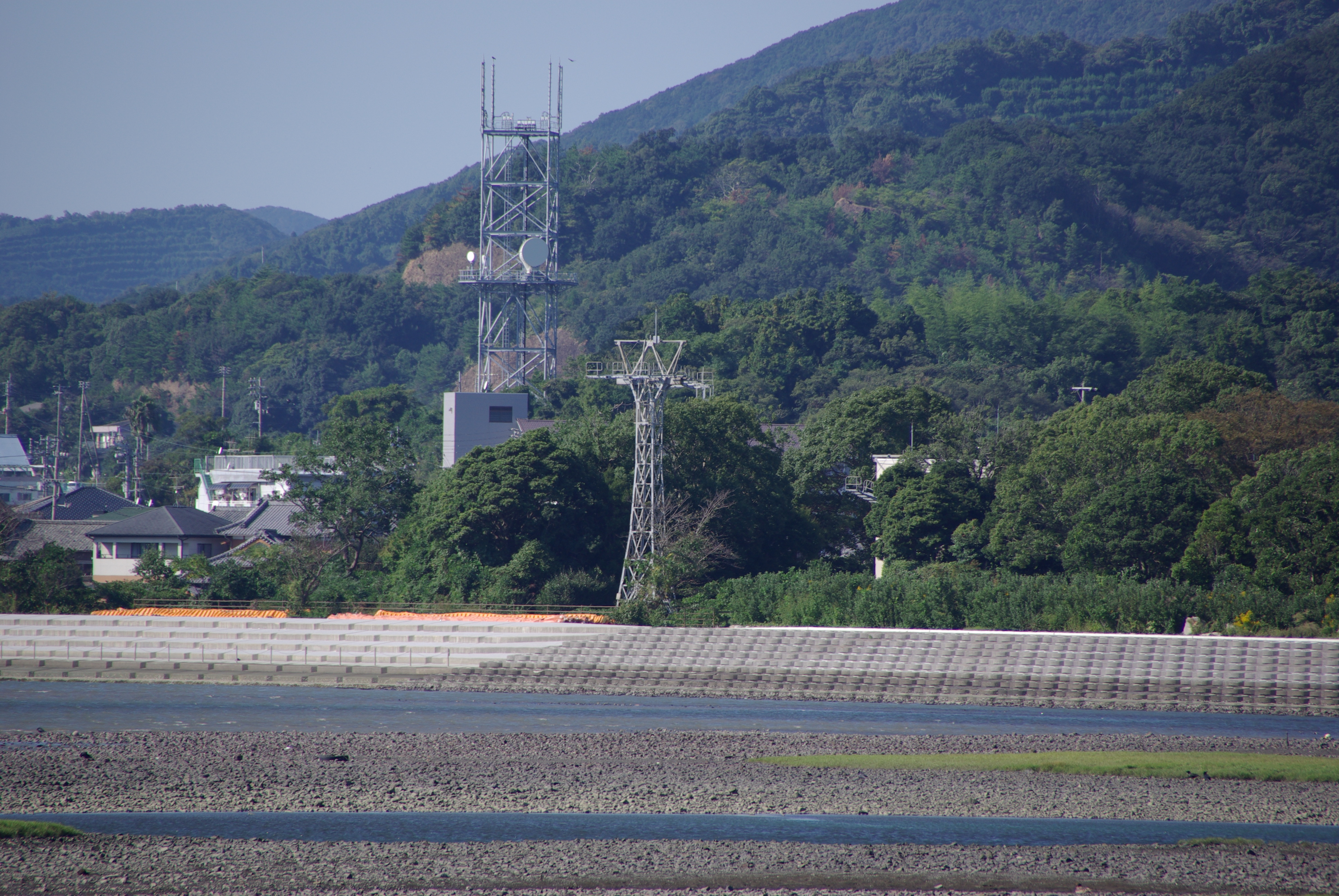
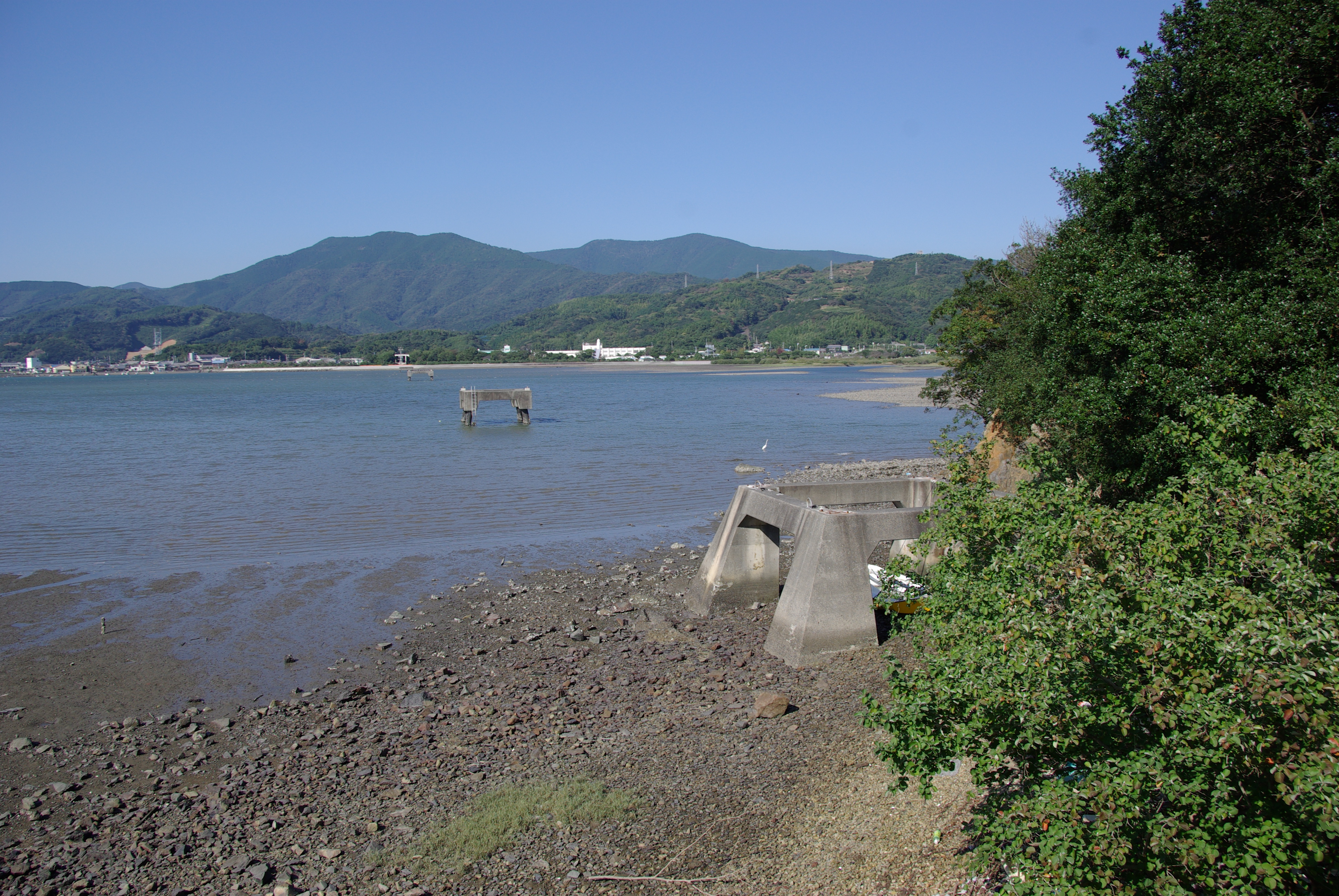
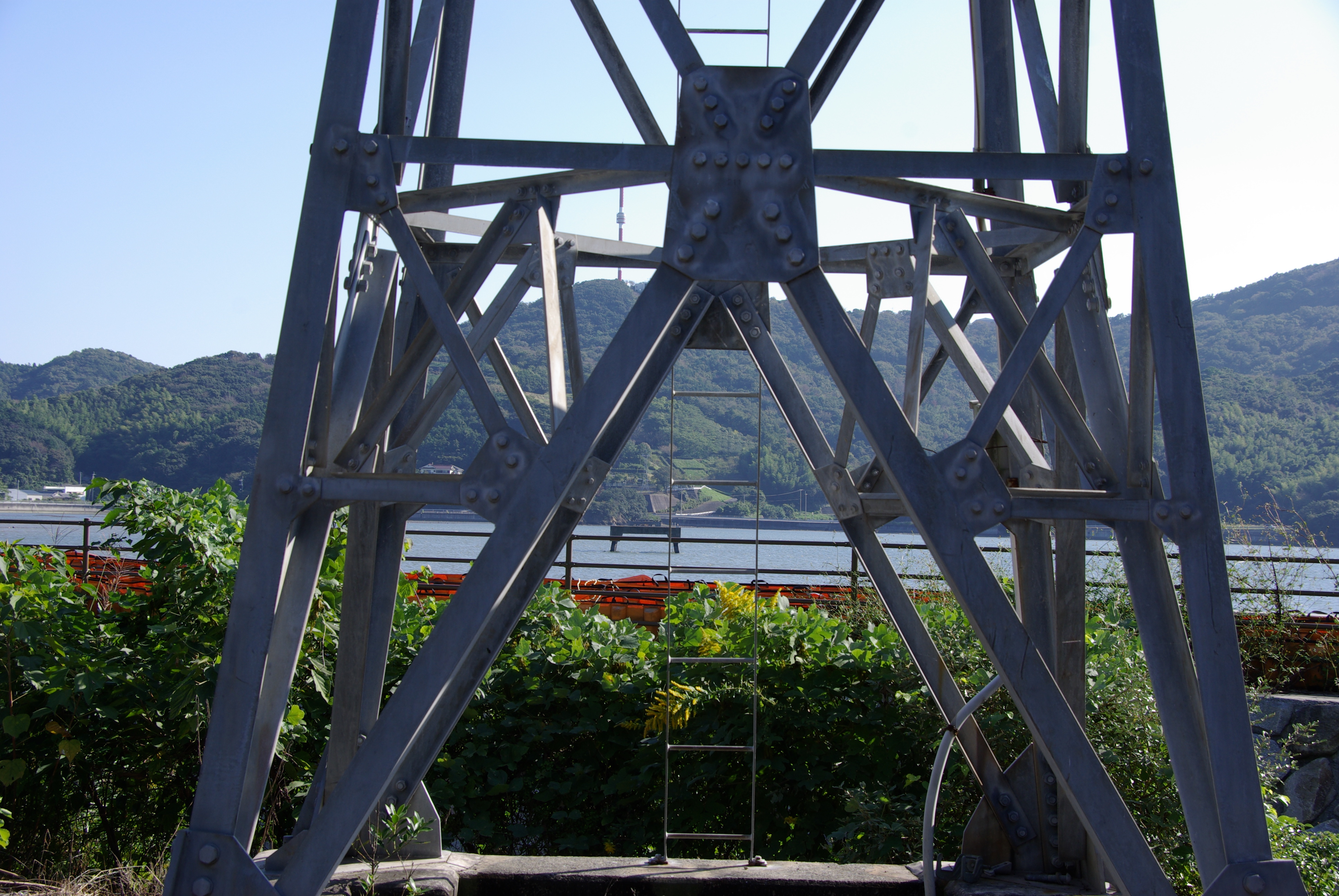
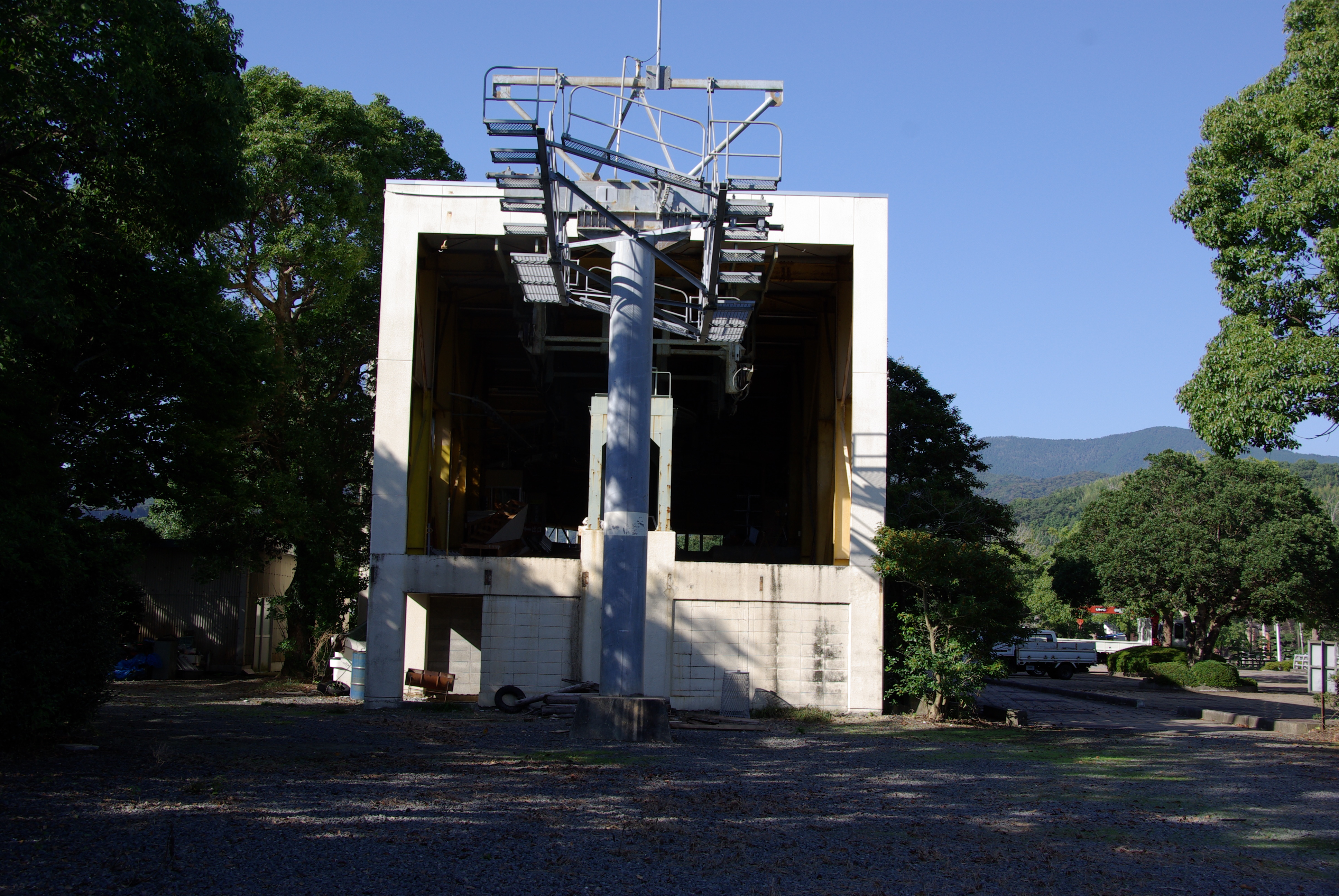
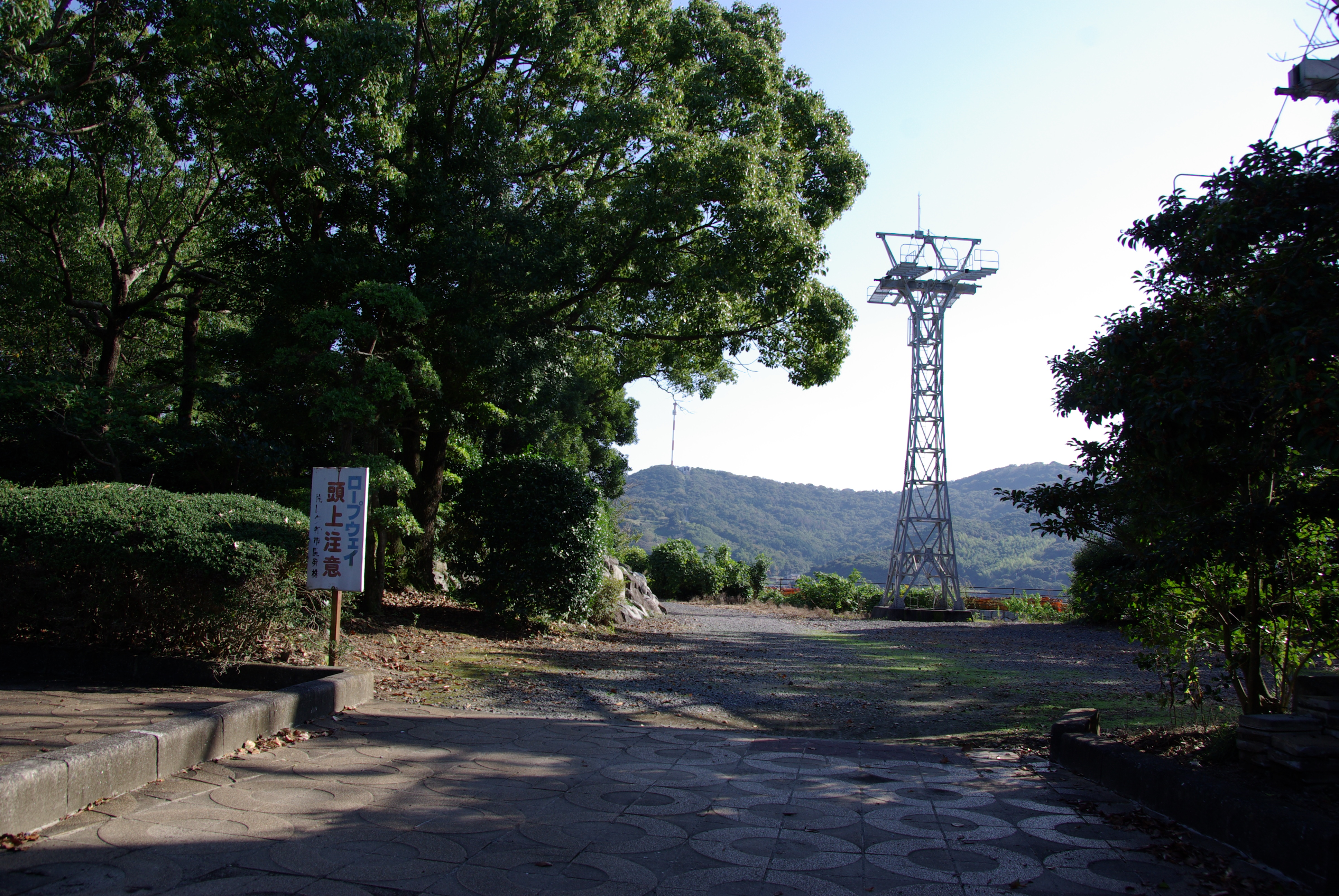

- 営業距離　1.6km
- 乗車時間　8分
- 定員　4人

## 駅一覧
- 山麓駅（愛媛県南宇和郡愛南町御荘平城）
- 山頂駅（愛媛県南宇和郡愛南町御荘平城）

## 駅周辺
- 南レク御荘公園（山麓駅）
- 南レクプール（山麓駅）
- 宇和海展望タワー（山頂駅）
- 紫電改展示館（山頂駅）